# Nürnberger Versicherung
Die Nürnberger Versicherung (Eigenschreibweise: NÜRNBERGER) ist ein deutsches Versicherungsunternehmen mit Sitz in Nürnberg. Der Konzern ist in den Bereichen Lebens-, Private Kranken-, Schaden-, Unfall- und Autoversicherung sowie im Finanzdienstleistungsbereich tätig, vorwiegend in Deutschland und Österreich.
Das Mutterunternehmen des Konzerns, die Nürnberger Beteiligungs-AG, ist börsennotiert und listet im Freiverkehrssegment Scale (vormals Entry Standard).

## Geschichte
Die Geschichte der Nürnberger Versicherung begann am 21. Februar 1883, als Lothar Freiherr von Faber die Genehmigung für die Nürnberger Lebensversicherungs-Bank AG beim Königlich Bayerischen Staatsministerium des Innern beantragte. Innenminister Maximilian Alexander von Feilitzsch erteilte diese Genehmigung am 28. September 1884.

### Unternehmensgeschichte
Die Nürnberger Lebensversicherungs-Bank wurde 1884 gegründet. Sie brachte 1885 die erste private Unfallversicherungspolice in Bayern auf den Markt. 1906 erhielt die Nürnberger die Genehmigung zur Aufnahme der Haftpflichtversicherung. Als anerkannte Selbsthilfeeinrichtung für den öffentlichen Dienst hat sie 1908 die Beamten-Pensions-Zuschuß-Versicherung eingerichtet.

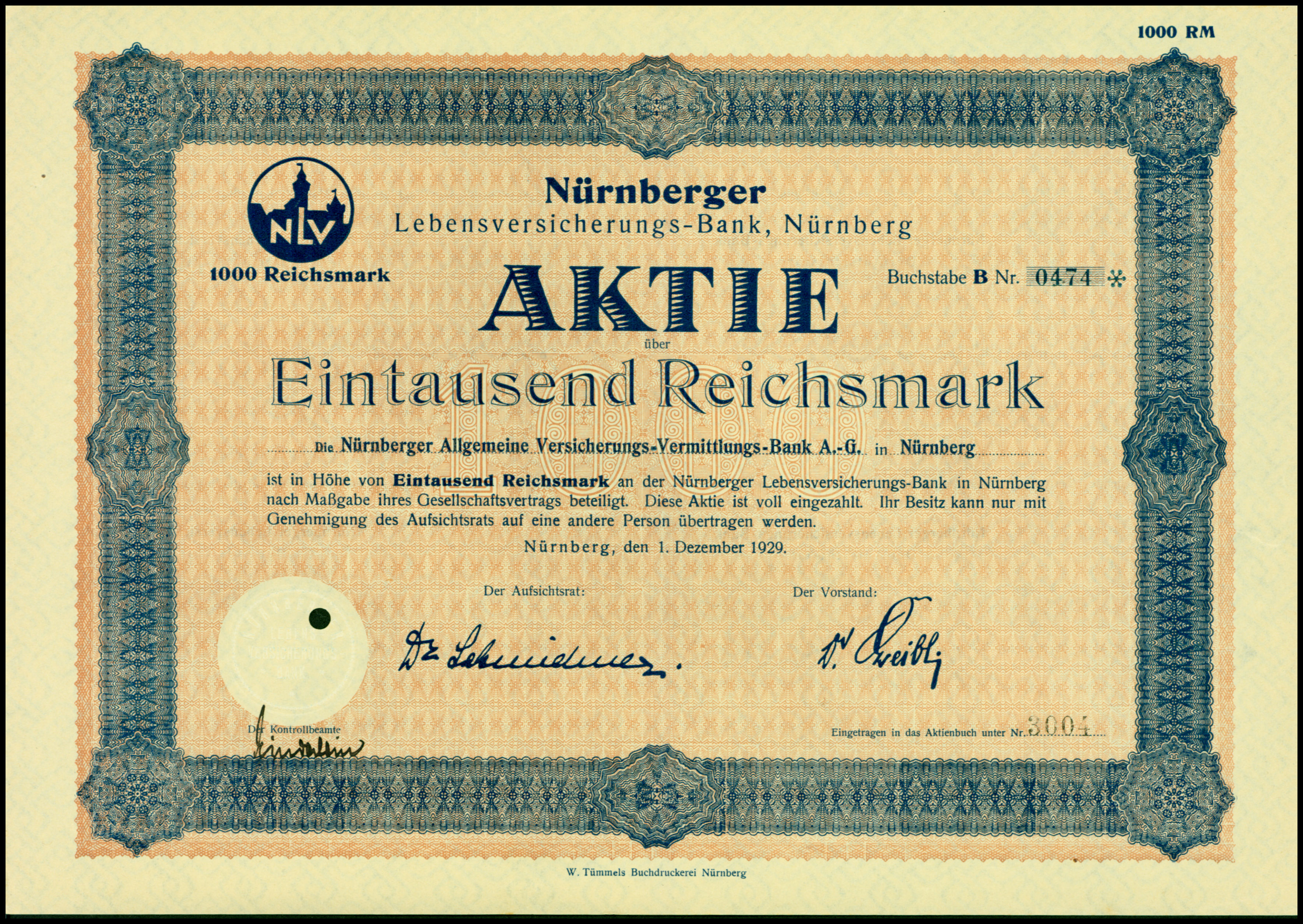
Namensaktie über 1000 RM der Nürnberger Lebensversicherungs-Bank vom 1. Dezember 1929

1952 gründete das Unternehmen die Tochtergesellschaft für den Schadenversicherungsbereich, die Nürnberger Allgemeine Versicherungs-AG, und kreierte sechs Jahre später (1958) den Slogan „Schutz und Sicherheit im Zeichen der Burg“. Das Produkt fondsgebundene Lebensversicherung brachte die Nürnberger 1971 auf den Markt. In Salzburg gründete sie 1981 die Nürnberger Versicherung AG Österreich. Die Garanta Versicherungs-AG bietet seit 1985 als berufsständischer Versicherer für das Kraftfahrzeug-Gewerbe, seiner Betriebe, deren Mitarbeiter und Kunden spezielle Produkte. Die Nürnberger Lebensversicherung AG wurde 1990 in eine Holding, Nürnberger Beteiligungs-AG, umgewandelt. Der gesamte Lebensversicherungsbestand wurde auf eine neu gegründete Tochter, die den Namen Nürnberger Lebensversicherung AG übernimmt, übertragen. Die neu gegründete Nürnberger Krankenversicherung AG nahm 1991 den Geschäftsbetrieb auf. Durch Beteiligung an der Fürst Fugger Privatbank KG, Augsburg, stieg der Versicherer 1999 in das Asset Management für Dritte ein.
Die Nürnberger Pensionskasse AG nahm 2003 und die Nürnberger Pensionsfonds AG 2005 ihren Geschäftsbetrieb auf. 2007 wurde die Nürnberger Sofortservice AG gegründet. 2009 feierte das Unternehmen sein 125-jähriges Jubiläum. Die Nürnberger Versicherungsgruppe benannte sich 2016 in Nürnberger Versicherung um. 2019 gründete sie die 100%ige Tochter Nürnberger evo-X GmbH. Deren Fokus liegt auf dem Online-Vertrieb digitaler Lebensversicherungsprodukte. Im Januar 2021 stieg die Nürnberger beim InsurTech Getsurance ein. Das Berliner Unternehmen ist auf innovative Versicherungsprodukte im Online-Vertrieb spezialisiert. Bereits im März 2021 erweiterte die Nürnberger Versicherung die Palette und beteiligte sich an der Informationsplattform Worksurance, die ebenfalls neuartige Alternativen zur Arbeitskraftabsicherung anbietet. Zum 1. März 2024 verkaufte die Nürnberger Getsurance an das in Nürnberg ansässige Maklerunternehmen Helmsauer Gruppe.

## Unternehmensstruktur (Stand: 31. Dezember 2024)
Der Aktionärskreis der Nürnberger Beteiligungs-AG besteht zu 66 % aus Erst- und Rückversicherern, zu 5 % aus Banken und Fondsgesellschaften sowie zu 29 % aus Vertriebspartnern, institutionellen und privaten Investoren.
Die Hauptanteilseigner (mindestens 10 % Stimmrechtsanteil) sind:
| Name                                                                     | Stimmrechtsanteil in Prozent |
| ------------------------------------------------------------------------ | ---------------------------- |
| Neue SEBA Beteiligungsgesellschaft mbH                                   | 18,84                        |
| Münchener Rückversicherungs-Gesellschaft Aktiengesellschaft              | 16,27                        |
| Versicherungskammer Bayern, Versicherungsanstalt des öffentlichen Rechts | 16,26                        |
| Daido Life Insurance Company                                             | 14,99                        |

Unter dem Dach der Nürnberger Beteiligungs-AG bestehen
- Nürnberger Lebensversicherung AG mit Angeboten zur finanziellen Vorsorge
- Nürnberger Allgemeine Versicherungs-AG mit Sachversicherungen
- Garanta Versicherungs-AG als berufsständischer Versicherer des deutschen Kraftfahrzeuggewerbes
- Nürnberger Sofortservice AG zur Schadensregulierung
- Nürnberger AutoMobil Versicherungsdienst GmbH als Versicherungsdienst für Autohäuser
- Nürnberger Krankenversicherung AG mit privater Krankenversicherung
- Nürnberger Pensionsfonds AG und Nürnberger Pensionskasse AG mit Angeboten für betriebliche Altersversorgung
- Fürst Fugger Privatbank KG für Private Banking
- Nürnberger Communication Center GmbH für Callcenter-Aufgaben
- CodeCamp:N GmbH, Inkubator für Finanz- und Versicherungsdienstleistungen[9]
- Nürnberger evo-X GmbH, Entwicklung von und Beratung zu kundenzentrierten Prozessen[10]
- Nürnberger Beamten Allgemeine Versicherung AG mit Spezialtarifen für den öffentlichen Dienst
- Nürnberger Beamten Lebensversicherung AG (in Abwicklung, kein Neugeschäft mehr.[11])

Die Nürnberger Versicherung ist deutschlandweit mit 15 Bezirksdirektionen vertreten. Ihr Hauptsitz ist die im Oktober 2000 eingeweihte Generaldirektion in Nürnberg.
Darüber hinaus ist die Nürnberger seit der Gründung einer Tochtergesellschaft 1981 auch in Österreich vertreten.
Die Nürnberger betreibt selbst kein Rechtsschutzversicherungsgeschäft. Sie ist Vertriebspartner der Neue Rechtsschutz-Versicherungsgesellschaft (NRV), an der sie auch eine Beteiligung von 51 % hält.

## Kennzahlen
Im Geschäftsjahr 2024 beschäftigte der Konzern im Jahresdurchschnitt in Deutschland 4.242 Personen, davon 3.589 im Innen- und 525 im Außendienst sowie 128 Auszubildende. Zudem waren über 14.400 haupt- und nebenberufliche Vermittler in den fünf Vertriebswegen „Ausschließlichkeit“, „Makler, Mehrfachagenturen und Finanzvertriebe“, „Autohaus“, „Familienschutz“ sowie „Direkt“ tätig. Der Jahresumsatz betrug 4,54 Mrd. Euro. Rund 2,2 Mrd. Euro der Beitragseinnahmen entfielen auf die Lebensversicherung, auf die Schadenversicherungs-Sparten 1.085,8 Mio. Euro und auf die Krankenversicherung 318,6 Mio. Euro. Insgesamt bestanden rund 5,7 Millionen Versicherungsverträge.

## Verbundenheit mit Nürnberg

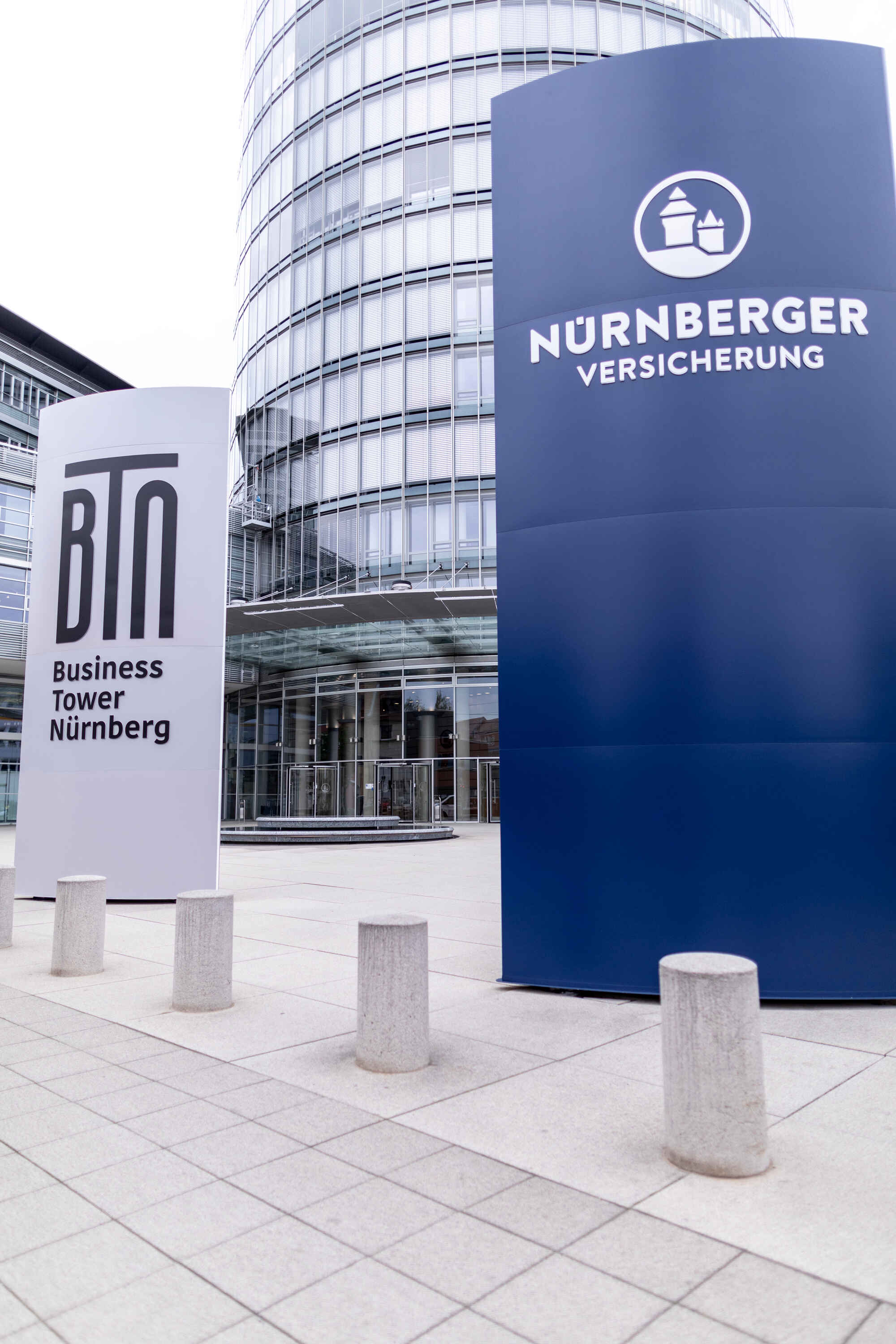
Frontansicht Business Tower Nürnberg

Das Logo stellt seit 1928 die Silhouette der Nürnberger Kaiserburg dar. Dadurch und durch die seit 1958 bekannte Devise „Schutz und Sicherheit im Zeichen der Burg“ hat das Unternehmen ein unverwechselbares Markenzeichen gefunden. Im Dezember 2016 erneuerte die Nürnberger ihren Markenauftritt, indem sie das Logo stilisierte und ihren Slogan schärfte („Schutz und Sicherheit. Seit 1884.“). Der Sitz der Gruppe ist nach wie vor in der Stadt zu finden, 2000 bezog sie eine neue Generaldirektion. Der sogenannte Business Tower, am östlichen Stadtring gelegen, ist mit seinen 135 Metern und 34 Stockwerken das zweithöchste Bürogebäude Bayerns.

## Sponsoring
Die Nürnberger blickt auf eine lange Geschichte als Sponsor in den Bereichen Sport, Soziales, Kultur und Bildung zurück. Im Jahr 2025 richtet sie sich jedoch als Präventionsversicherer neu aus, sodass auslaufende Kooperationen nicht weitergeführt werden. 

### Sponsoring-Portfolio
Hierzu zählen aktuell:
- das seit 1992 bestehende Engagement im Pferdesport mit der eigenen Dressurserie Nürnberger Burg-Pokal
- die Zusammenarbeit mit der Metropolregion Nürnberg zur Förderung des Spitzensportnetzwerks #SportBewegtUns[15]
- die Kooperation mit dem Bundesverband Kinderhospiz e. V.[16]
- die an die nachhaltige Produktlinie (bei Abschluss Entscheidung zwischen einer Baumpflanzung oder einer Zuwendung an die Lebenshilfe) geknüpfte Kooperation mit der Bundesvereinigung Lebenshilfe e. V.[17]
- die Blaue Nacht Nürnberg als Hauptsponsor der ersten Stunde[18]
- die Förderung des wissenschaftlichen Nachwuchses über Deutschlandstipendien[19] und Kooperationen mit Lehrstühlen
- die Projekte „Lesetreffs“[20] und „Mon€yCheck“ an Nürnberger Schulen[21]

Darüber hinaus fördert die Stiftung Nürnberger Versicherung verschiedene Projekte und Maßnahmen, darunter seit 2016 das Sprachprojekt „Hallo Klexi – Wir lernen Deutsch“ und seit 2006 die Reittherapie der Lebenshilfe Nürnberger Land.

### Historie
Die Nürnberger hat in der Vergangenheit viele Maßnahmen und Projekte in den Bereichen Sport, Soziales, Kultur und Bildung gefördert – zum Teil in enger Zusammenarbeit mit ihrer Stiftung. Und zum Teil über mehrere Jahre und Jahrzehnte hinweg. In ihrer langen Sponsoring-Historie hat sie keine Kooperation frühzeitig, also vor Ende der vertraglichen Laufzeit, beendet und sich so als verlässlicher Partner einen Namen gemacht. Die nachstehende Auflistung gibt einen Überblick über größere und mehrjährige Engagements.

#### Sport
- Von 2016 bis 2025 war die Nürnberger Haupt- und Trikotsponsor des 1. FC Nürnberg. Mit einer Laufzeit von 9 Jahren war sie der längste Hauptsponsor, den der Verein in seiner 125-jährigen Geschichte hatte.[24]
- Von 2020 bis zur Spielzeit 2025 war die Nürnberg Premiumsponsor des Handballbundesligisten Handballclub Erlangen.[25]
- Von 2005 bis 2025 war die Nürnberger Namenssponsor der Eissport- und Veranstaltungshalle Arena Nürnberg.[26][27]
- Von 2021 bis 2024 war die Nürnberger Premiumsponsor der Eishockey-Mannschaft Ice Tigers Nürnberg.[28]
- Von 2009 bis 2015 war die Nürnberger Hauptsponsor des in Österreich veranstalteten WTA-Turniers Nürnberger Gastein Ladies.
- Von 2013 bis 2019 ermöglichte die Nürnberger als Hauptsponsor das WTA-Turnier Nürnberger Versicherungscup auf der Anlage des Tennis-Club 1. FC Nürnberg.[29] Parallel dazu engagierte sie sich im Bereich des Jugend-, Breiten- und Inklusionssports und war Partner des Deutschen Tennis Bundes[30] und des Onlineportals mybigpoint.
- Von 1999 bis 2009 war die Nürnberger Hauptsponsor der Equipe Nürnberger Versicherung, der damals erfolgreichsten Damen-Radsportmannschaft der Welt.[31]

#### Kultur
- Von 2019 bis 2024 war die Nürnberger Premiumpartner des Staatstheaters Nürnberg und förderte darüber hinaus das von der damaligen Generalmusikdirektorin Joana Mallwitz initiierte Jugendorchester „Junge Staatsphilharmonie“.[32]
- Von 2007 bis 2022 war die Nürnberger Hauptsponsor der Weihnachtsstadt Nürnberg mit dem weltbekannten Christkindlesmarkt.
- Das 2016 auf der Veste Heldburg (Thüringen) eröffnete Deutsche Burgenmuseum wurde maßgeblich von der Nürnberger gefördert.[33]
- 2005 rief die Nürnberger die Internationalen Gluck-Opern-Festspiele ins Leben, die ab 2008 vornehmlich als Biennale veranstaltet wurden und die die Nürnberger bis 2019 als Hauptsponsor förderte.[34]
- Auch den 2002 eröffneten Jean-Paul-Wanderweg hat die Nürnberger mitfinanziert.[35]

#### Bildung
- Von 2007 bis 2025 war die Nürnberger Hauptsponsor des Landeswettbewerbs Mathematik in Bayern.[36] 2018 förderte sie als Hauptsponsor auch die Bundesrunde der 57. Mathematik-Olympiade in Würzburg.[37]
- Von 2014 bis 2016 war die Nürnberger Hauptsponsor des von Studierenden der Friedrich-Alexander-Universität Erlangen-Nürnberg organisierten Ludwig-Erhard-Symposiums.[38]
- Von 2009 bis 2015 förderte die Nürnberger die Lange Nacht der Wissenschaften in Nürnberg.[39]

## Versicherung von Hebammen
Anfang 2014 hatte die Nürnberger Versicherung verkündet, zum Juli 2015 aus den beiden letzten verbliebenen Versicherungskonsortien für freiberufliche Hebammen auszusteigen, die eine Berufshaftpflichtversicherung für freiberufliche Hebammen in Deutschland anbieten. Ohne Haftpflichtversicherung ist eine Berufsausübung für freiberufliche Hebammen jedoch nicht möglich. Bei Krankenhäusern angestellte Hebammen und solche, die nur eine Vor- bzw. Nachsorge anbieten, sind davon nicht betroffen. In der Folge gab es eine große mediale Aufmerksamkeit rund um das Thema. Der Deutsche Hebammenverband konnte ab Juli 2015 mit anderen Versicherern das Angebot für freiberufliche Hebammen aufrechterhalten. Somit ist deren Versicherungsschutz derzeit gesichert.

## Nürnberger Versicherung AG Österreich
Die 1981 gegründete Tochtergesellschaft Nürnberger Versicherung AG Österreich (NVÖ) mit Sitz in Salzburg hatte bis April Vorsorge- und Versicherungsprodukte im Bereich Leben, Unfall, Risiko und Berufsunfähigkeit sowie in der betrieblichen Altersversorgung (bAV) angeboten. Im Dezember 2021 wurde der Verkauf der NVÖ an die Merkur Versicherung bekannt und der Erwerb mit behördlicher Zustimmung zum 1. April 2022 abgeschlossen. Damit ging auch die Umbenennung der NVÖ in Merkur Versicherung einher.

## Publikationen
Eine Auswahl von Veröffentlichungen der Nürnberger Versicherung bzw. ihrer Konzerngesellschaften:
- Nürnberger Post. Mitteilungsblatt d. Nürnberger Lebensversicherung AG u. Nürnberger Allgemeine Versicherungs-AG. Nürnberg 1952–1998, ZDB-ID 1256438-2.
- Nürnberger Magazin – NM. Für Mitarbeiter, Freunde und Partner der Nürnberger Versicherungsgruppe. Nürnberg 1998–2015, ZDB-ID 1463650-5.
- Hanco Maralt: Schutz und Sicherheit im Zeichen der Burg. 75 Jahre Nürnberger Lebensversicherung AG. 1884–1959. Nürnberg 1959, DNB 454529201.
- Hanco Maralt, Peter Koch: 100 Jahre Nürnberger Versicherungen. 1884–1984. Nürnberg 1984 (Nachdruck: 2009, DNB 997689730).
- Peter Koch: 125 Jahre Nürnberger Versicherungsgruppe. 1884–2009. Nürnberg 2009, DNB 99851182X.